# Mandoline country
Pour les articles homonymes, voir Mandoline (homonymie) et Bluegrass.
La mandoline country, ou bluegrass, est une évolution de la mandoline opérée au début du XXe siècle aux États-Unis, utilisant des techniques de lutherie propres à la famille du violon. La création de ce type de mandoline est attribuée à Orville Gibson, fondateur de l'entreprise Gibson en 1902.
Utilisée en musique country et en bluegrass, elle est considérée comme plus puissante que ses sœurs européennes. Dans ce style de musique populaire, l'instrument le plus typique et traditionnel est le style F avec ouïes, alors que le style A à trou ovale est utilisé en musique folklorique, irlandaise, choro, ou classique.

## Histoire

### AuXVIIIesiècle: une notoriété timide
Encore que Haendel, Mozart et Beethoven ont, à l'occasion, écrit des pièces pour la mandoline, celle-ci reste étroitement associée à la chanson populaire italienne. L'instrument est présent aux Etats-Unis dès 1767, puisqu'un luthier, nommé Jacob Trippel, passe une annonce à New York afin de faire savoir qu'il en fabrique, et en 1769, à Philadelphie, John (ou Giovanni) Gualdo, un professeur de musique de musique de Philadelphie publie une annonce pour indiquer qu'il vend des mandolines et donne des cours pour apprendre à en jouer.

### AuXIXesiècle: une popularité rapide mais surtout urbaine

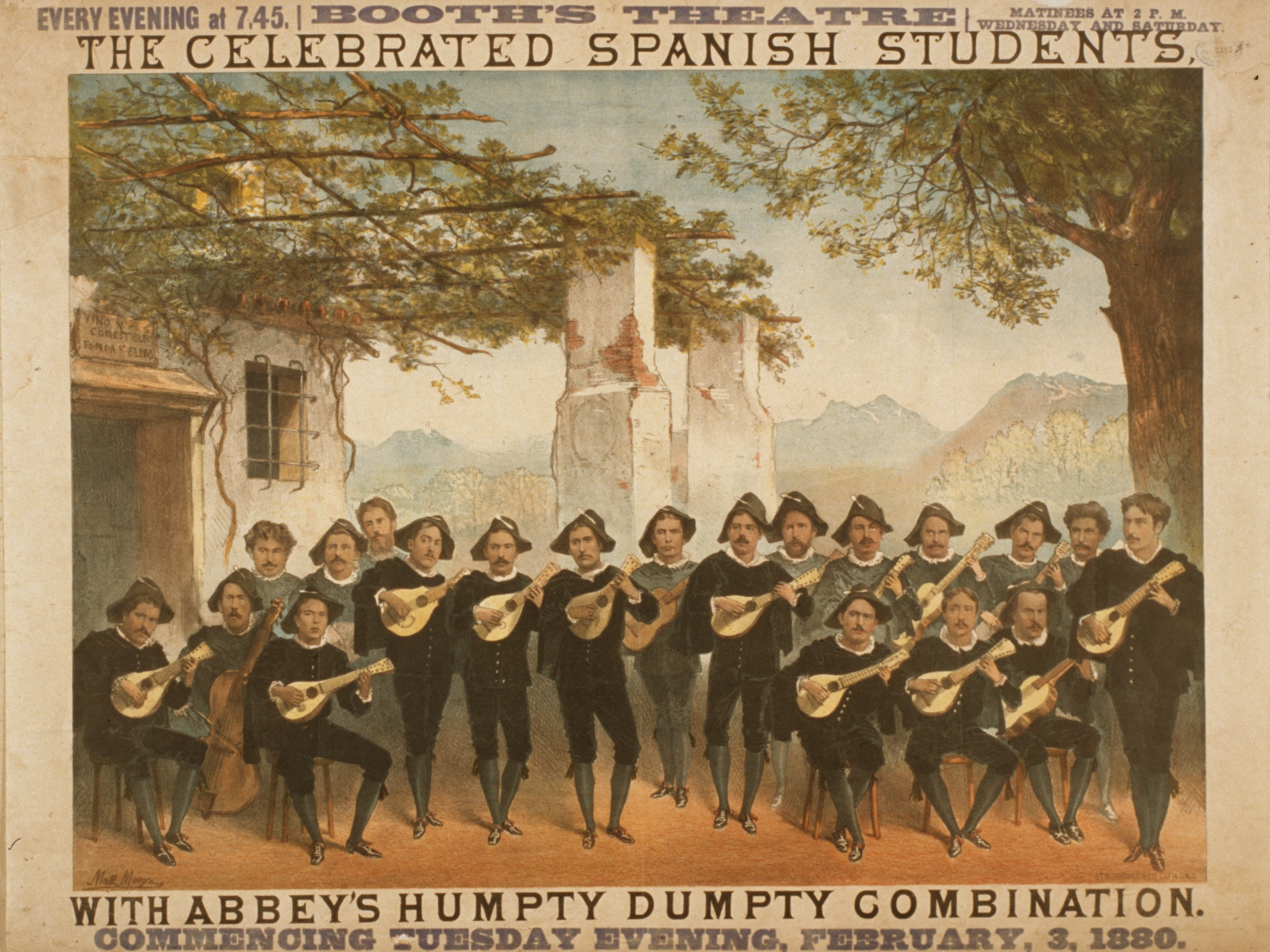
Publicité américaine pour le vaudeville de Henry Eugene Abbey Humpty Dumpty en 1880.

Contrairement au banjo et à la guitare qui sont des instruments traditionnels de la musique rurale américaine, la mandoline est à la fois l'instrument le plus moderne que les musiciens de bluegrass utilisent, celui qui peut sembler le plus démodé, et celui dont la popularité possède l'histoire la plus complexe. Celle-ci tient à la fois du hasard et de l'engouement.
La mandoline ne semble pas avoir été connue aux États-Unis avant 1835. L'un des premiers documents qui la mentionne est la « Narrative of the Texan Santa Fe Expedition » de George Wilkins Kendall qui notait, en 1841, qu'un grand nombre de mexicains jouaient « de la mandoline, une sorte de petite guitare ». Il reste néanmoins possible que le journaliste ait confondu un instrument traditionnel mexicain avec une mandoline.
Le hasard voulut que la popularité de cet instrument fut une conséquence de celle de la bandurria. En Espagne, à cette époque, des estudiantinas, ensembles d'étudiants qui comprenaient plusieurs bandurrias et plusieurs guitares, et qui interprétaient un répertoire qui alternait pièces traditionnelles et arrangements contemporains, devinrent très populaires. Parce qu'ils jouaient une musique entraînante sur des tempos rapides, ils furent rapidement adoptés par le public européen.
Henry Eugene Abbey, un imprésario d'opéra, avait entendu jouer l'un de ces groupes, l'Estudiantina Figueroa qui s'était produit à l'Exposition Universelle de Paris en 1878 et qui comprenait sept joueurs de bandurria. Il eut l'idée de l'incorporer en janvier 1880 à sa revue de vaudeville américain nommée Humpty Dumpty, sous le nom de « Spanish Students ». Le succès fut foudroyant et la troupe se produisit pendant un an à travers tout le pays.
L'un des premiers spectateurs de cette tournée, Carlo Curti, s'avisa immédiatement du potentiel commercial de cette musique. Il eut l'intuition que le public américain ne faisait pas bien la différence entre ces instruments exotiques qu'étaient le bandurria et la mandoline. Les bandurrias étaient rares, mais New York était pleine de mandolines et de mandolinistes italiens. Curti constitua un ensemble de musiciens d'origine italienne, qui jouait de la guitare ou de la mandoline, qu'il baptisa « The Original Spanish Students » et qui se produisit, pendant plusieurs années, un peu partout aux États-Unis. Certains des membres de la troupe s'établirent, au fil des tournées, dans diverses villes des États-Unis, tel Salvatore Pietro Factutar qui s'installa en 1889 à Milwaukee dans le Wisconsin comme professeur de mandoline.
Carlo Curti ne fut pas le seul à rendre la mandoline populaire. Le plus fameux fut, sans doute, Giuseppe Pettine, un virtuose de la mandoline et un compositeur de musique né à Isernia en Italie, et qui s'installa à Providence, dans le Rhode Island, où il devint un professeur de mandoline de renommée nationale. Pettine est réputé pour avoir encouragé le développement du « style duo », dans lequel un musicien soliste joue en même temps la mélodie et l'accompagnement. Autres célébrités de la mandoline de cette époque, Stellario Cambria et Vincenzo Carli étaient eux aussi installés à Providence.
Dans les années 1880, le banjo à cinq cordes fut l'instrument le plus populaire auprès de la classe moyenne américaine. Mais il fut supplanté dans les années 1890 par la mandoline qui devint, parmi une foule d'autres instruments (cithare, mandole, ukulélé, etc.) alors exotiques, le préféré pour occuper les loisirs d'une part croissante de la population de l'Est des États-Unis.

## Les modèles standards
Les mandolines Gibson évoluèrent en deux styles : 
- le style « F » (de Florentine), avec une volute pour fixer l'instrument et deux ou trois pointes vers le bas pour favoriser le maintien ;
- le style « A » en forme d'amande (d'où le nom).

Ces deux styles sont combinés avec soit des ouïes comme un violon, soit une ouverture ovale sous les cordes.
Ces catégories, souvent reprises par de nombreux luthiers, évoluèrent et évoluent avec les artisans. De nombreux instruments sont des copies du modèle « Gibson F-5 Artist » construit autour de 1920 par Lloyd Loar, instruments très recherchés.